# Кудрявый пеликан
Кудря́вый пелика́н (лат. Pelecanus crispus) — птица семейства пеликановых. Гнездящаяся перелётная птица.
Народное название — баба, баба-птица. Похожа она только на розового пеликана. На темени и затылке «кудрявые» перья, горловой мешок оранжевый, ноги тёмно-серые, радужина беловатая.

## Внешний вид
- Длина тела 180 см.
- Размах крыльев до 3,2 м[3].
- Длина крыла самца 72 — 80 см, самки — 69 — 72,5 см.[4]
- Длина клюва самца 42,0—51,0 см, самки 38,0—42,3 см.[4]
- Масса птиц от 9,0 до 14,0 кг.
- Первостепенных маховых перьев — 11.
- Хвост короткий, прямой, из 22 мягких рулевых перьев. Длина хвоста самца 23-25 см, самки — 23 см.[5]
- Длина плюсны самцов 11-15 см, самок — 11-13 см.[4]
- Уздечка, кольцо вокруг глаза голое, вдающееся острым мысиком на лоб. Лоб оперенный.

От розового пеликана отличается отсутствием розовых тонов в оперении, наличием на голове и верхней стороне шеи удлинённых и закрученных «курчавых» перьев, образующих подобие гривы.
Хорошо летает, нередко парит. Во время полета шея изогнута, голова лежит на спине, так, что только клюв выдается несколько вперед. Ноги вытянуты назад. Плавает превосходно, на воде сидит высоко, голову и шею во время отдыха на воде опускает на спину, а при быстром плавании вытягивает шею кверху, почти прямо, опустив клюв несколько вниз так, что между шеей и головой образуется острый угол. Не ныряет — добывая рыбу, погружает в воду только голову, шею и переднюю часть туловища на очень короткое время. На воде проводит много времени — и во время ловли рыбы, и отдыхая. Перья пеликанов намокают и птица «отжимает» их клювом, захватывая у основания и постепенно передвигая клюв к вершине пера, даже плавая в воде. Находясь в воде, пеликан высоко поднимает крылья, стараясь их предохранить от намокания. С воды поднимается довольно легко, отталкиваясь от неё обеими лапами, но когда горловой мешок переполнен добычей, поднимается с трудом. По земле передвигается медленно, вперевалку. С земли поднимается с трудом, при помощи нескольких прыжков, во время которых отталкивается от земли обеими лапами сразу. Садится на дерево как баклан, обхватывая сучок, направляя три передних пальца вперед, а задний назад.

### Окрас
Оперение преимущественно белое, верх спины светло-серый. Первостепенные маховые перья чёрные. Горловой мешок светло-жёлтый, в брачный период — красновато-оранжевый. Ноги серые. У молодых пеликанов курчавость «гривы» развита слабо, верх тела с буроватыми пятнами, ноги и клюв чёрные.
- Пуховой птенец беловатый, клюв буровато-чёрный.
- Гнездовой наряд: грязно-белый, с буровато-охристым и серым налётом. Голова и шея грязно-серые, спина беловатая с охристым налётом, кроющие крыла охристые, плечевые буровато-чёрные с серыми вершинами. Первостепенные маховые бурые. Рулевые светло-серые с почти белыми окаймлениями. Брюшная сторона тела грязно-белая, бока тела светло-бурые. Удлиненные перья на голове и верхней стороне тела почти неразвиты.
- Второй наряд белый, но ещё с серыми тонами на голове и шее и буровато-охристыми на кроющих крыла и плечевых.
- Взрослая птица: оперение в основном белое, спина, плечевые и верхние кроющие крыла светло-серые с более тёмными стволами перьев и с белыми вершинами. Первостепенные маховые и их кроющие буровато-чёрные с тёмными стержнями, второстепенные маховые — серые с белыми каймами по краю внутренних опахал. Горловой мешок и прилежащие голые части — жёлтые. Клюв серо-роговой с оранжево-красным коготком. Ноги серые. Радужина желтовато-белая. Молодые птицы надевают взрослый наряд на третьем году жизни.
- Брачный наряд — горловой мешок красновато-оранжевый, на зобе жёлтое или рыжеватое пятно.

Самцы и самки во всех возрастах окрашены одинаково.
Полная послебрачная линька начинается после периода размножения — с июля по октябрь-ноябрь. В декабре все птицы в новом наряде. Смена первостепенных маховых идет от внутренних перьев к наружным.

### Голос
Голос кудрявого пеликана — низкие глухие ворчащие, рычащие и хрюкающие звуки, которые можно слышать в гнездовой колонии. В остальное время он молчалив.

## Распространение
Кудрявый пеликан распространен шире, чем розовый, — от Балканского полуострова до Монголии и верховьев реки Хуанхэ, на юге — до Персидского залива, на севере — до Курганской области, озера Чаны и в труднодоступных Васюганских болотах вместе с озером Мирное — но на этом обширном ареале гнездится очень мозаично. Самая северная постоянная колония кудрявого пеликана зафиксирована на озере Тенис в Омской области. 
Зимует преимущественно в Ираке, Пакистане, на северо-западе Индии и в Южном Китае, в небольшом количестве — на южных берегах Каспийского моря. В Европе — в низовьях Дуная в Румынии и Болгарии, у рек Каламас, Аскропотамос и Вардар в Греции, по лагунам Албании, на озёрах Охридском и Скадарском. На Украине в низовьях Днепра, в плавнях у Никополя, в Крыму на Сиваше. На побережьях Азовского моря, в устьях Дона и Кубанских плавнях. У Каспийского моря — в дельте Волги (Астраханский заповедник), на западном берегу Каспия от устья Сулака и Махачкалы до устья Терека. По восточному берегу Каспия от устьев Урала до Мёртвого Култука (исключая устья Эмбы). В Закавказье — по горным озёрам Армении, на озере Чалдир-гель, по Араксу. В Азербайджане от Лимана до устья Куры, по озёрам до Кюрдамира. В Заволжье на больших Камыш-Самарских озёрах.
Населяет труднодоступные озёра, низовья и дельты рек с обильной водной растительностью. Иногда селится на солёных водоемах и на слабозаросших небольших островках. Как и все пеликаны, питается рыбой, добывая её на мелководье или в верхних слоях воды на глубоких местах.

### Численность
Во II половине XIX века кудрявый пеликан был весьма многочислен на гнездовье в дельте Волги, на
Сарпинских озёрах. В начале XX столетия в этих местах не гнездился, а с 1927—1929 годов в дельте Волги и на прилежащем взморье гнездовья пеликанов совсем не наблюдались. В 1949 году на территории Астраханского заповедника насчитывалось приблизительно около 300 пар.
В нагорной Армении пеликан встречается редко, а в начале XX века был обыкновенен и даже многочислен. Многочислен в низовьях Сыр-Дарьи.

## Образ жизни
Кудрявые пеликаны гнездятся небольшими колониями, реже отдельными парами. Их стаи на перелёте иногда достигают больших размеров — до 300 и более особей, но к местам гнездовий прилетают небольшими группами или по одному. Во время перелёта пеликаны летят шеренгой, вытянутой прямой или волнистой линией, держась близко друг к другу. Стаи часто смешанные с розовым пеликаном. Негнездящиеся птицы держатся обычно у своих колоний, но иногда откочёвывают от них на довольно большие расстояния. Залеты случаются преимущественно в осеннее время года, реже в летнее или весеннее.
К местам гнездовий прилетают в среднем к середине марта. Вскоре после прилёта с зимовки пеликан приступает к гнездостроению. Гнёзда кудрявый пеликан устраивает на заломах и сплавинах тростника, реже — на слабо заросших островах. Строением гнезда занимается самка, а самец носит ей гнездовой материал (трава, тростник, палки). За сутки самец успевает поднести к гнезду строительный материал 25-40 раз. Постройка гнезда, высокой небрежной кучей, скрепленной помётом, занимает 3—4 дня.
Осенний отлёт начинается поздно — молодые птицы задерживаются на незамерзающих водоемах до начала зимы и в незначительном числе наблюдаются даже зимой.

### Зимовье
Главные места зимовок: в юго-восточном Китае к югу от Янцзы, в северо-западной Индии, в Белуджистане, по берегам Персидского залива, в Систане, в Хорасане, в Загросе, по южнокаспийскому побережью, в Ираке и в Египте.

### Питание
Пищу кудрявого пеликана составляет рыба 2,5 — З кг и молодь. Охотятся они, как правило, к утренним часам или к концу дня. В отличие от розового пеликана, кудрявый добывает рыбу не только на мелководье, но и на глубине: плавая медленно, он высматривает подплывающую к поверхности рыбу и быстрым движением хватает её. Часто ловят рыбу семьями, в особенности осенью, после поднятия молодых на крыло. Иногда несколько выводков пеликанов соединяются вместе. Ещё реже к ним присоединяются розовые пеликаны и Бакланы. Вылетая на ловлю рыбы, стая пеликанов кружится некоторое время в воздухе, затем выстраивается по прямой линии или под углом, и летит на море или озеро. Опустившись на воду, птицы вытягиваются в линию, держась близко друг к другу и, хлопая крыльями, начинают медленно двигаться к берегу. Присоединившиеся к ним бакланы плывут вместе с ними, то и дело ныряя и выплывая в разных направлениях. Такие стаи нередко сопровождают чайки, которые носятся в воздухе, время от времени ныряя за рыбой. Вся стая очень шумная, пугает рыбу и направляет её к мелководью, где с ней уже легко справиться.
Пеликаны при отсутствии корма могут переносить длительную голодовку: 3—4 дня голодовки совершенно не отражаются на общем состоянии здоровья, но более длительные голодовки — до 2 недель — сильно истощают птицу.
Кудрявый пеликан питается сазаном, лещом, окунем, воблой, густерой, кутумом, сельдью и пр. Пара взрослых птиц с 2 птенцами поедают за 8 месяцев пребывания и дельте Волги 1080 кг рыбы.

### Размножение
Пары постоянны. Половая зрелость наступает на третьем году жизни. Гнездятся колониями, обычно из нескольких десятков пар или 4—5 пар. Реже изолированными парами. Гнездовья располагаются очень уединенно и отдельно от колоний других птиц. Крайне редко встречаются колонии совместно с другими птицами, например, с розовым пеликаном. В таком случае кудрявые пеликаны располагаются по краю колонии, обособленно и на некотором расстоянии от гнездовий других видов птиц.
Сразу после прилета самки размещаются по гнездовьям. В это же время начинаются брачные игры и спаривание. Самец ходит вокруг самки, раскрыв крылья, то приближаясь, то отходя. Заходит в воду, отплывает на некоторое расстояние и снова возвращается, трется о неё грудью и шеей, перебирает её перья клювом. После этого происходит спаривание. Время суток при этом не имеет значения — иногда даже ночью, с промежутками в 10—15 минут. Во время спаривания самец поднимает крылья и бьёт ими.
Во время брачных игр происходит и постройка гнезда. К устройству гнезд кудрявый пеликан приступает на 10—15 дней раньше, чем розовый пеликан. Гнездо строит только самка, но строительный материал подносит самец: траву, камни, сучья и даже палки — до метра длины и 5—7 см ширины. Нередко случаются драки между самцами из-за строительного материала. За сутки самец успевает 25—40 раз поднести к гнезду материал. Строится гнездо 3—4, иногда 5 дней. Гнездо представляет собою хаотичную кучу утоптанного сухого камыша, покрытого помётом. Диаметр гнезда от 1 до 1,5 м, высота 1—1,5 м над уровнем воды. Размещается гнездо на плавучем островке возле чистой воды или прямо среди густых зарослей камыша в некотором отдалении от воды. Иногда на одном островке помещается до 30 пар пеликанов. Встречаются гнёзда и на совершенно плоских низменных островках, лишенных
почти всякой растительности и лежащих среди лагун.
Кладка яиц во всех гнёздах одной колонии происходит в разное время. В гнездах этих пеликанов бывает по 4—5 яиц, но обычно 2—3. Яйца белые, неравномерно покрытые известковым слоем, придающим скорлупе шероховатую наружную поверхность. Размеры: 86—102 х 53—65 мм, масса 143—195 г. Как правило бывает одна кладка в году.
Насиживание длится 39—40 дней. Начинается с откладки первого яйца — в одном гнезде встречаются птенцы различного возраста. Насиживает преимущественно самка, самец сидит на яйцах утром и вечером, когда самка кормится. Птица на гнезде сидит очень крепко. Гнездо с яйцами хорошо спрятано его среди густых зарослей камыша.
Птенцы вылупляются голые, слепые, с розовый кожей, светлым подклювьем и более тёмным надклювьем. Птенец быстро прибавляет в массе и достигает размеров взрослой птицы ещё не имея покрова из перьев.
- Масса только что вылупившегося птенца 110 г.
- На 2-й день масса птенца уже 202 г.
- На 5-й день у птенца появляются первые редкие пушинки, равномерно покрывающие всё тело птенца.
- На 6-й день масса уже 480 г.
- В возрасте приблизительно 7—8 дней птенцы начинают плавать. Вспугнутые птенцы торопятся выбраться из гнезда и, тяжело шлепая всей ступнёй по земле, опираясь на заднюю часть туловища, стараются добраться до воды и отплыть.
- На 9-й день птенец покрыт густым пухом.
- На 12-й день масса составляет около 1,95 кг.
- На 20-й день масса составляет 3,5 кг, уже имеются маховые перья, кроющие крыла и начинают пробиваться перья на нижней стороне тела.
- На 30-й день масса составляет 6,93 кг.
- До двухмесячного возраста на спине держится пух.
- В 2 месяца масса составляет 9,2 кг, что превышает массу взрослой птицы.
- В 2,5 месяца птенец становится на крыло.

Первое время родители кормят птенцов отрыгиваемой полупереваренной рыбой — они глубоко захватывают в рот голову птенцов. Воду птенцам приносят в клюве. Молодые птицы свободно проглатывают рыбу в 800—1200 г. За кормом обычно пеликаны далеко не летают, а ловят рыбу около колонии. Подлетев к гнездовой колонии, птица опускается на воду и плывет к гнезду; если гнездо расположено у воды на краю острова, птица взбирается на берег почти у самого гнезда. Когда гнездо находится глубоко в густых камышах, птица опускается на воду, подплывает к камышам, и уже по ним продвигается к гнезду. Птенцы встречают родителей глухим ревом и стараются пробраться вперед, толкая друг друга. Если спугнуть взрослую птицу с гнезда, то она удаляется от него или «пешком» по тропе в камышах и, дойдя до чистой воды, взлетает почти вертикально, или, если вокруг колонии вода, поднимается с воды в воздух. Когда молодые птенцы станут на крыло, они вместе с родителями удаляются с мест гнездовых колоний на глубокие озера и морские берега. Здесь они ведут кочевой образ жизни.

## Статус популяции
Кудрявый пеликан занесён в Красную книгу МСОП со статусом уязвимый (Vulnerable). Резкая депрессия численности кудрявого пеликана наблюдалась на рубеже XIX и XX вв., когда в результате уменьшения обводнённости засушливых территорий Евразии в ходе естественной циклики увлажнения сократилась общая площадь водоёмов, пригодных для обитания этого вида. В ряде мест на ней отрицательно сказался хищнический отстрел и сбор яиц, а также общее освоение территории человеком. С середины XX в. зарегулирование стока рек и массовый забор воды на орошение ещё сильнее сократили площадь водоёмов. Численность вида также лимитируется низкими репродуктивными показателями и кормовой базой. В целом, по состоянию на 1994 г. численность кудрявых пеликанов в Европе оценивается в 1000 взрослых пар, большинство из которых гнездится в России, Греции, Румынии и Болгарии.
Охота на кудрявого пеликана запрещена. Отлов для зоопарков и питомников ограничен.

## Кудрявый пеликан в России
В России кудрявый пеликан гнездится в Ахтарского-Гривенской системе лиманов восточного Приазовья, в дельте Волги, на оз. Маныч-Гудило, в дельте Терека; в Западной Сибири — на границе Курганской и Тюменской областей, на озёрах Чёрном, Большом Белом и Тундровом. В Алтайском крае бывают редкие случаи залётов. В последние годы на озере Большое Кабанье летом наблюдается скопление этих птиц. Небольшая колония, около 20 пар, гнездится на озере Курлады, на озере Донгузлы (Челябинская область) в 2016 году обнаружены две колонии, в одной насчитывалось 196 взрослых птиц, во второй не более 40. Самая северная популяция кудрявого пеликана — в Омской области, на Больших Крутинских озёрах (Ик, Салтаим и Тенис). Нерегулярное гнездование отмечается на Чограйском водохранилище и Меклетинских озёрах Калмыкии. С конца XIX — первой половине XX вв. ареал этого вида существенно сократился: кудрявый пеликан исчез из низовьев Днепра, залива Сиваш, устья Дона, Волго-Ахтубинской поймы, озёр Волжско-Уральского междуречья. Общая численность этого вида в конце летнего периода на территории России оценивается 5—5,5 тыс. особей. Кудрявый пеликан включен в «Красную книгу России».